# Liste der Bodendenkmale in Weddingstedt
In der Liste der Bodendenkmale in Weddingstedt sind die Bodendenkmale der Gemeinde Weddingstedt nach dem Stand der Bodendenkmalliste des Archäologischen Landesamts Schleswig-Holstein von 2016 aufgelistet. Die Baudenkmale sind in der Liste der Kulturdenkmale in Weddingstedt aufgeführt.
| Denkmal-ID           | Befundart               | Bezeichnung                                 | Zeitstellung                            | Lage | Bemerkungen | Bild |
| -------------------- | ----------------------- | ------------------------------------------- | --------------------------------------- | ---- | ----------- | ---- |
| aKD-ALSH-Nr. 000 273 | Grabmal > Großsteingrab | Steinkammer „Steenoben“                     | Neolithikum                             |      |             |      |
| aKD-ALSH-Nr. 000 378 | Befestigung > Wall      | Landwehr/Wall/Schanze/Panzergraben          | Frühgeschichte, Neuzeit, Zeitgeschichte |      |             |      |
| aKD-ALSH-Nr. 000 379 | Befestigung > Wall      | Landwehr/Wall/Schanze/Panzergraben          | Frühgeschichte, Neuzeit, Zeitgeschichte |      |             |      |
| aKD-ALSH-Nr. 000 380 | Befestigung > Wall      | Landwehr/Wall/Schanze/Panzergraben          | Frühgeschichte, Neuzeit, Zeitgeschichte |      |             |      |
| aKD-ALSH-Nr. 000 381 | Grabmal > Grabhügel     | Grabhügel                                   | Vor- und/oder Frühgeschichte            |      |             |      |
| aKD-ALSH-Nr. 000 382 | Befestigung > Burg      | Burg/Motte/Ringwall/Turmhügel „Stellerburg“ | Mittelalter                             |      |             |      |